# Kochia californica
Kochia californica là loài thực vật có hoa thuộc họ Dền. Loài này được S. Watson mô tả khoa học đầu tiên năm 1882.